# Acontia chea
Acontia chea är en fjärilsart som beskrevs av Druce 1898. Acontia chea ingår i släktet Acontia och familjen nattflyn. Inga underarter finns listade i Catalogue of Life.